# 不朽園
不朽園（ふきゅうえん）は、愛知県名古屋市中川区尾頭橋三丁目に本店を置く、和菓子の製造販売を行う企業。

## 歴史
1927年（昭和2年）、大須にあった和菓子店の不老園から暖簾分けする形で創業。尾頭橋はかつての佐屋街道沿いで、1917年（大正6年）から遊廓があったことから、その客が土産として買い求めることもあったという。1944年（昭和19年）に戦災で当初の店舗を焼失したが、1946年（昭和21年）に仮店舗で営業を再開。
現在の本店建物は1955年（昭和30年）に新築再建されたもので、尾頭橋商店街の入り口にあって再建当時の姿を保つ本店は周辺のランドマークともなっており、2011年（平成23年）10月17日に名古屋市の登録地域建造物資産の第12号として登録され、2012年（平成24年）6月1日に認定地域建造物資産の第47号に認定された。

## 商品

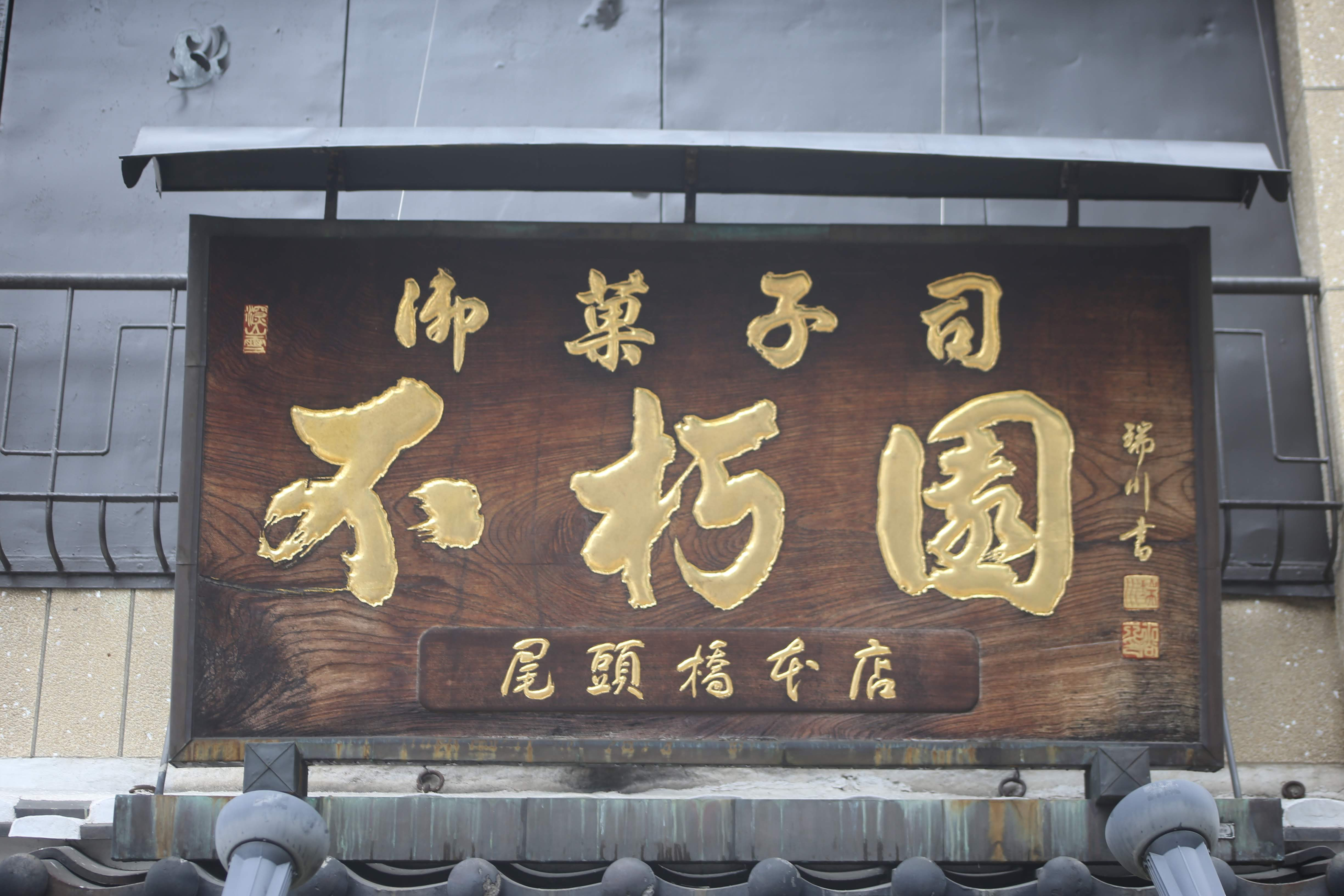
不朽園の扁額

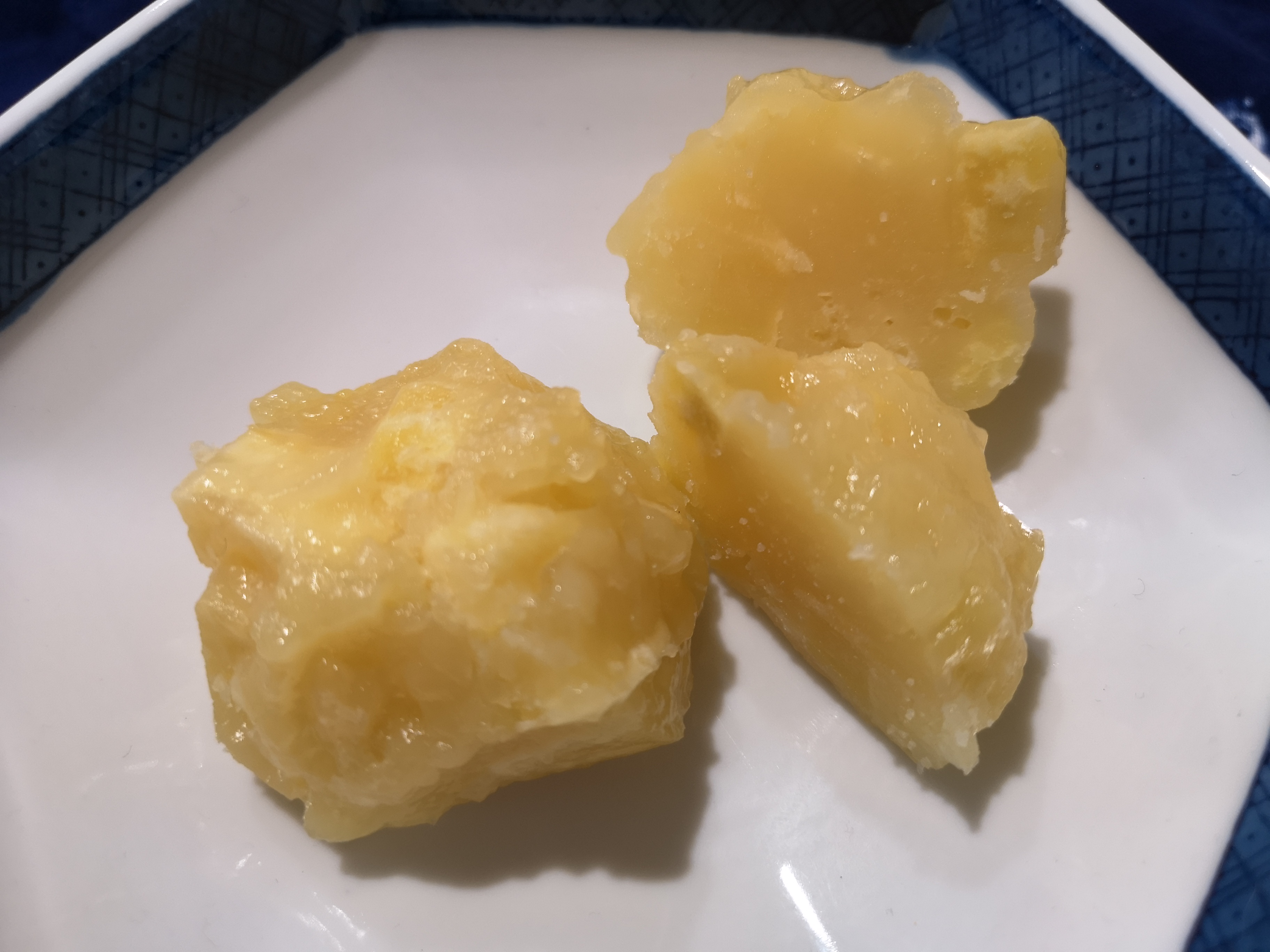
鬼まんじゅう

定番の名古屋銘菓「菊最中」や発売日限定の「献上最中」など最中を主力とするが、季節限定の生菓子なども扱っている。

## 店舗
かつては、尾頭橋の本店のほか、県内に7店舗を構えていた。
2020年（令和2年）時点では、本店を含めて4店舗。

### 直営店
- 尾頭橋本店 - 愛知県名古屋市中川区尾頭橋3丁目4-8
- 三越名古屋栄店 - 愛知県名古屋市中区栄3丁目5-1地下1階
- 清水屋春日井店 - 愛知県春日井市瑞穂通5-33
- パレマルシェ神宮店 - 愛知県名古屋市熱田区神宮3丁目6-34

### その他
- 星ヶ丘三越菓遊庵コーナー
- JR名古屋タカシマヤ地下1階銘菓百選コーナー
- JR名古屋グランドキヨスク
- 松坂屋名古屋店地下1階旬果彩々（銘菓お取り寄せ）コーナー